# 20 hits
20 hits, släppt 8 februari 2006, är ett samlingsalbum av det svenska dansbandet Barbados.

## Låtlista[1]
1. Kom hem
2. Bye Bye
3. Världen utanför
4. Allt som jag ser
5. Se mig
6. Rosalita
7. Alla dina kyssar
8. I mörkret här med dig
9. Någonting har hänt
10. Nu kommer flickorna
11. Blå horisont
12. Belinda
13. Hold Me
14. Devil in the Disguise
15. Kissing in the Backrow of the Movies
16. Syspicious Minds
17. Rhytm of the Rain
18. Young Ones
19. Sway (mucho mambo)
20. Always On My Mind